# Hällsjön (Tysslinge socken, Närke)
Hällsjön är en sjö i Örebro kommun i Närke och ingår i Göta älvs huvudavrinningsområde. Sjön har en area på 0,149 kvadratkilometer och ligger 211,1 meter över havet.

## Delavrinningsområde
Hällsjön ingår i det delavrinningsområde (658182-144167) som SMHI kallar för Utloppet av Stora Stråsjön. Medelhöjden är 208 meter över havet och ytan är 23,34 kvadratkilometer. Det finns inga avrinningsområden uppströms utan avrinningsområdet är högsta punkten. Imälven som avvattnar avrinningsområdet har biflödesordning 3, vilket innebär att vattnet flödar genom totalt 3 vattendrag innan det når havet efter 306 kilometer. Avrinningsområdet består mestadels av skog (78 procent) och sankmarker (16 procent). Avrinningsområdet har 0,8 kvadratkilometer vattenytor vilket ger det en sjöprocent på 3,4 procent.